# Елфрі Вудард
Елфрі Вудард (англ. Alfre Woodard, нар. 8 листопада 1952) — американська акторка, продюсерка та громадська діячка. Володарка премії «Еммі», трьох премій Гільдії кіноакторів США, «Золотого глобуса», номінантка «Оскара» (1984) та «Греммі» (2010). Маючи вісімнадцять номінацій та чотири перемоги, Вудард абсолютна рекордсменка серед афроамериканських акторів і акторок за кількістю нагород та номінацій на премію «Еммі».

## Раннє життя
Елфрі Етте Вудард народилась та виросла в Талсі, штат Оклахома в родині домогосподарки та дизайнера інтер'єру. По завершенню навчання в середній католицькій школі вона вступила в Бостонський університет, де вивчала драматичне мистецтво.
В 1974 році — закінчила університет і отримала ступінь бакалавра мистецтв, після чого почала виступати на театральній сцені в Вашингтоні. В 1977 році переїхала до Лос-Анджелесу, де і стався її великий прорив в кар'єрі завдяки головній ролі в офф-Бродвейській п'єсі «Для кольорових дівчаток, які подумали про самогубство, коли зійшла веселка».

## Фільмографія
| Рік        | Назва українською                        | Оригінальна назва                         | Роль                          | Примітки                                      |
| ---------- | ---------------------------------------- | ----------------------------------------- | ----------------------------- | --------------------------------------------- |
| 1978       |                                          | Remember My Name                          | Rita                          |                                               |
| 1979       |                                          | Freedom Road                              | Katie                         |                                               |
| 1980       | Здоровий спосіб життя                    | HealtH                                    | Sally Benbow                  |                                               |
| 1981       |                                          | The Sophisticated Gents                   | Evelyn Evers                  |                                               |
| 1982       |                                          | The Ambush Murders                        | Kariha Ellsworth              |                                               |
| 1982-1983  |                                          | Tucker's Witch                            | Marcia Fulbright              | 12 епізодів                                   |
| 1983       | Крос-Крик                                | Cross Creek                               | Geechee                       |                                               |
| 1983       | Блюз Хілл-стріт                          | Hill Street Blues                         | Doris Robson                  | 3 епізоду                                     |
| 1984       | Солодка помста                           | Sweet Revenge                             | Vicki Teague                  |                                               |
| 1985       |                                          | Sara                                      | Rozalyn Dupree                | 13 епізодів                                   |
| 1985, 1988 | Сент-Елсвер                              | St. Elsewhere                             | Dr. Roxanne Turner            | 13 епізодів                                   |
| 1985       | Слова від серця                          | Words by Heart                            | Claudie Sills                 |                                               |
| 1986       | Крайнощі                                 | Extremities                               | Patricia                      |                                               |
| 1986       | Неприродні причини                       | Unnatural Causes                          | Maude DeVictor                |                                               |
| 1987       | Закон Лос-Анджелеса                      | L.A. Law                                  | Adrianne Moore                | Епізод: «Pilot»                               |
| 1987       | Мандела                                  | Mandela                                   | Winnie Mandela                |                                               |
| 1987       |                                          | The Life Saver                            | Andrea Crawford               |                                               |
| 1988       | Нова різдвяна казка                      | Scrooged                                  | Grace Cooley                  |                                               |
| 1989       | Міс Феєрверк                             | Miss Firecracker                          | Popeye Jackson                |                                               |
| 1989       | Материнська відвага: Історія Мері Томас  | A Mother's Courage: The Mary Thomas Story | Mary Thomas                   |                                               |
| 1990       |                                          | Blue Bayou                                | Jessica Filley                |                                               |
| 1991       | Великий каньйон                          | Grand Canyon                              | Jane                          |                                               |
| 1990-1991  |                                          | Pretty Hattie's Baby                      | Hattie                        | не був випущений                              |
| 1992       | Риба пристрасті                          | Passion Fish                              | Chantelle                     |                                               |
| 1992       | Пістолет в сумочці Бетті Лу              | The Gun in Betty Lou's Handbag            | Attorney Ann Orkin            |                                               |
| 1993       | Багатство в любові                       | Rich in Love                              | Rhody Poole                   |                                               |
| 1993       | Серце і душі                             | Heart and Souls                           | Penny Washington              |                                               |
| 1993       | Бофа!                                    | Bopha!                                    | Rosie Mangena                 |                                               |
| 1994       | Азартна гра                              | Blue Chips                                | Lavada McRae                  |                                               |
| 1994       | Круклін                                  | Crooklyn                                  | Carolyn Carmichael            |                                               |
| 1994       | Фрейзер                                  | Frasier                                   | камео                         | Епізод: «The Botched Language of Cranes»      |
| 1995       | Ковдра з клаптиків                       | How to Make an American Quilt             | Marianna                      |                                               |
| 1995       | Уроки фортепіано                         | The Piano Lesson                          | Berniece                      |                                               |
| 1996       | Зоряний шлях: Перший контакт             | Star Trek: First Contact                  | Lily Sloane                   |                                               |
| 1996       | Подорожі Гуллівера                       | Gulliver's Travels                        | Queen of Brobdingnag          |                                               |
| 1996       | Первісний страх                          | Primal Fear                               | Judge Miriam Shoat            |                                               |
| 1996       | Проведи мене додому                      | Follow Me Home                            | Evey                          |                                               |
| 1996       | Крок в майбутнє                          | A Step Toward Tomorrow                    | Dr. Sandlin                   |                                               |
| 1997       | На весіллі                               | The Member of the Wedding                 | Berenice Sadie Brown          |                                               |
| 1997       | Діти Міс Еверс                           | Miss Evers 'Boys' '                       | Eunice Evers                  |                                               |
| 1998       | Повернення до витоків                    | Down in the Delta                         | Loretta Sinclair              |                                               |
| 1998       | Забійний відділ                          | Homicide: Life on the Street              | Dr. Roxanne Turner            | Епізод: «Mercy»                               |
| 1999       | Смішні валентинки                        | Funny Valentines                          | Joyce May                     |                                               |
| 1999       | Дерево бажання                           | The Wishing Tree                          | Clara Collier                 |                                               |
| 1999       | Доктор Мамфорд                           | Mumford                                   | Lily                          |                                               |
| 2000       | Що готуємо?                              | What's Cooking?                           | Audrey Williams               |                                               |
| 2000       | Свято серця                              | Holiday Heart                             | Wanda                         |                                               |
| 2000       | Любов і баскетбол                        | Love & Basketball                         | Camille Wright                |                                               |
| 2000       | Динозавр                                 | Dinosaur                                  | Plio                          | озвучування                                   |
| 2001       | Планета Ка-Пекс                          | K-PAX                                     | Claudia Villars               |                                               |
| 2002       | У пошуках Дебри Уінгер                   | Searching for Debra Winger                | в ролі себе                   |                                               |
| 2002       | Дика сімейка Торнберрі: Походження Донні | The Wild Thornberrys Movie                | Akela                         | озвучування                                   |
| 2003       | Співаючий детектив                       | The Singing Detective                     | Chief of Staff                |                                               |
| 2003       | Земне ядро: Кидок у пекло                | The Core                                  | Talma Stickley                |                                               |
| 2003       | Радіо                                    | Radio                                     | Principal Daniels             |                                               |
| 2003       | Стрибок у часі                           | A Wrinkle in Time                         | Mrs. Whatsit                  |                                               |
| 2003       | Практика                                 | The Practice                              | Denise Freeman                | Епізоди: «Final Judgement» і «Down the Hatch» |
| 2004       | Забуте                                   | The Forgotten '                           | Detective Anne Pope           |                                               |
| 2005       | Салон краси                              | Beauty Shop                               | Miss Josephine                |                                               |
| 2006       | Щось новеньке                            | Something New                             | Joyce McQueen                 |                                               |
| 2005-2006  | Відчайдушні домогосподарки               | Desperate Housewives                      | Betty Applewhite              | 26 епізодів                                   |
| 2006       | Тримай ритм                              | Take the Lead                             | Principal Augustine James     |                                               |
| 2007       | Зображення Холліс Вудс                   | Pictures of Hollis Woods                  | Edna Reilly                   |                                               |
| 2008       | Американська Фіалка                      | American Violet                           | Alma Roberts                  |                                               |
| 2008       | Сім'я мисливців                          | The Family That Preys                     | Еліс Пратт                    |                                               |
| 2008       | Американський схід                       | AmericanEast                              | Angela Jensen                 |                                               |
| 2008       | Мій особистий ворог                      | My Own Worst Enemy                        | Mavis Heller                  | 9 епізодів                                    |
| 2009-2010  | Три річки                                | Three Rivers                              | Dr. Sophia Jordan             | 12 епізодів                                   |
| 2009       | Доберися до мене                         | Reach for Me                              | Evelyn                        |                                               |
| 2010-2011  | Мемфіс Біт                               | Memphis Beat                              | Lt. Tanya Rice                | 20 епізодів                                   |
| 2010 2012  | Реальна кров                             | True Blood                                | Ruby Jean Reynolds            | 5 епізодів                                    |
| 2011       | Анатомія пристрасті                      | Grey's Anatomy                            | Justine Campbell              | Епізод: «Heart Shaped Box»                    |
| 2012       | Сталеві магнолії                         | Steel Magnolias                           | Ouiser                        |                                               |
| 2013       | Лягавий                                  | Copper                                    | Гетті Лемастер                | 6 епізодів                                    |
| 2013       | 12 років рабства                         | 12 Years a Slave' '                       | Harriet Shaw                  |                                               |
| 2014       | Анабель                                  | Annabelle                                 | Евелін                        |                                               |
| 2014-2015  | Стан справ                               | State of Affairs                          | Президент США Констанс Пейтон | 13 епізодів                                   |
| 2015       | Прогулянка по Міссісіпі                  | Mississippi Grind                         |                               |                                               |
| 2015       |                                          | Knucklehead                               | Шейла                         |                                               |
| 2016       | Перший месник: Протистояння              | Captain America: Civil War                | Міріам Шарп                   |                                               |
| 2016-2018  | Люк Кейдж                                | Luke Cage                                 | Мерая Діллард                 |                                               |
| 2019       | Король Лев                               | The Lion King                             | Сарабі                        | озвучування                                   |
| 2019-2021  | Бачити                                   | See                                       | Періс                         |                                               |
| 2022       | Сіра людина                              | The Gray Man                              | Моріс Кехілл                  |                                               |
| 2024       | Салемз Лот                               | Salem's Lot                               | докторка Коуді                |                                               |

## Кар'єра
Елфрі Вудард часто називають однією з найдосвідченіших і найталановитіших афроамериканських акторок свого покоління. За свою кар'єру, яка тривала понад три десятиліття, Вудард знялась майже в ста фільмах та телевізійних шоу, і в першу чергу досягла успіху в драматичних ролях.
В 1978 році, після успіху п'єси «Для кольорових дівчаток…», Вудард дебютувала на екрані в телеверсії п'єси «Випробовування Моук» каналу PBS. Пізніше з'явилась у кінофільмі «Запам'ятай моє ім'я» з Джеральдіною Чаплін. Наступні декілька років акторка була помітною завдяки ролям в фільмі Роберта Альтмана «Здоровий спосіб життя» (1980) та нетривалому телесеріалі «Відьма Такер» (1982—1983) з Кетрін Гікс. В 1983 році, за роль економки Чічі в фільмі «Кросс-Крік», Елфрі Вудард отримала хороші відгуки від критиків та номінацію на премію «Оскар» за найкращу жіночу роль другого плану за роль скорботної матері застреленої дитини в телесеріалі «Блюз Гілл-стріт». В 1985 році вона знялась в комедійному серіалі «Сара», який був закритий після одного короткого сезону. Після цього — запрошена на роль в медичній драмі каналу NBC «Сент-Елсвер». Хоча Вудард покинула серіал після одного сезону, її екранний дует з Дензелом Вашингтоном була високо оцінена критиками. А акторка за свою роль отримала номінацію на премію «Еммі» за найкращу жіночу роль в драматичному телесеріалі. В 1988 році вона ненадовго повернулась в серіал і отримала ще одну номінацію на «Еммі».
Вудард знялась разом з Фаррою Фосетт в триллері «Крайнощі», але основний успіх прийшов в другій половині 80-х на телебаченні завдяки виконанню головних ролей в телефільмах. В той час вона тричі номінувалась на премію «Еммі» за найкращу жіночу роль в міні-серіалі або фільмі за ролі в фільмах «Слова від серця» (1985), «Неприродні причини» (1986) та «Материнська відвага: Історія Мері Томас» (1989). В 1987 році вона виграла свою другу «Еммі» в категорії «Найкраща запрошена акторка драматичного серіалу» за свою роль жертви зґвалтування в пілотному епізоді серіалу «Закон Лос-Анджелесу» і тоді ж зіграла роль Вінні Мандела в фільмі HBO «Мандела», яка принесла їй премії NAACP и CableACE.

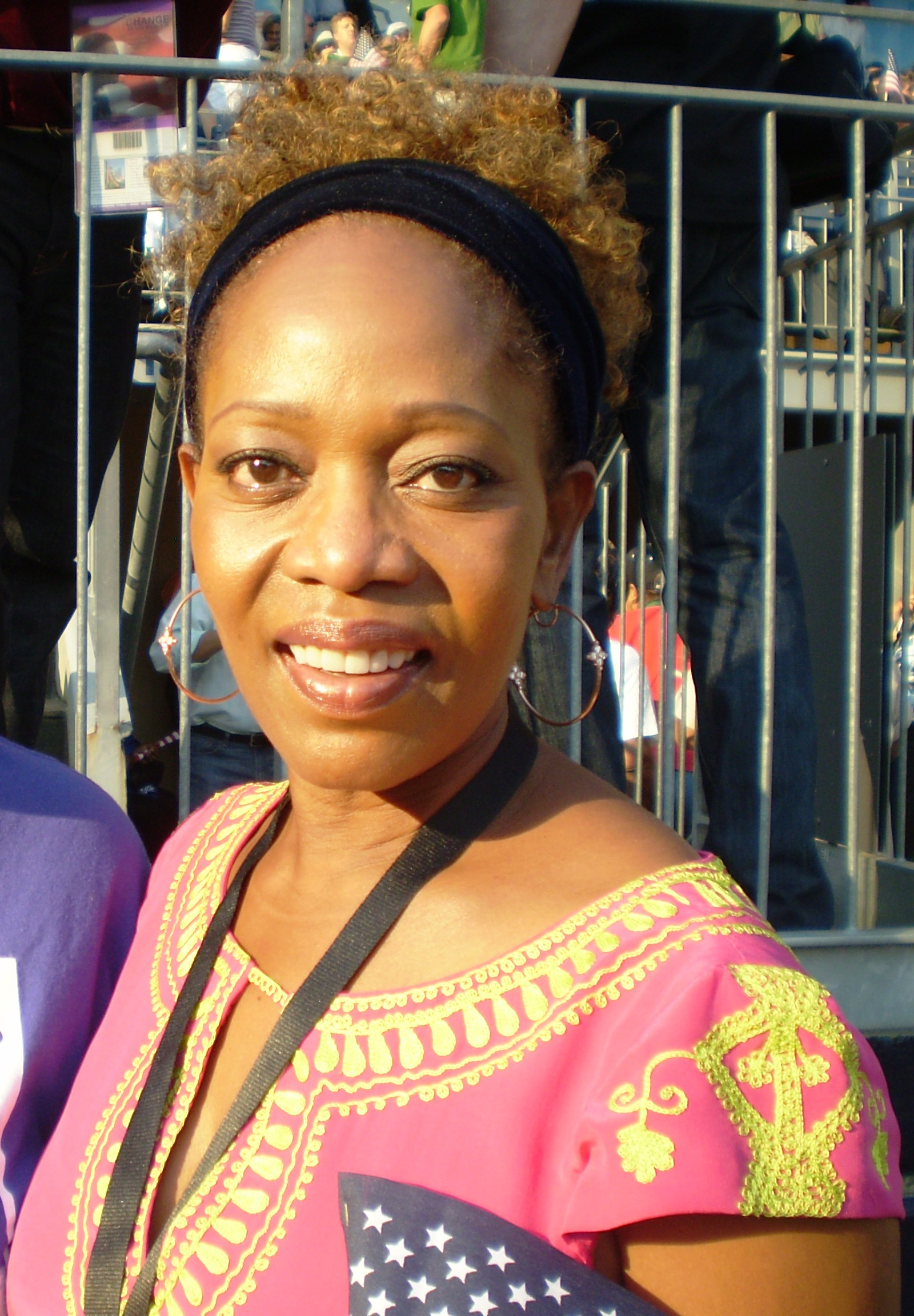
Елфрі Вудард у 2008 році

Після ролей другого плану в кінокомедіях «Нова різдвяна казка» (1988) та «Місс Феєрверк» (1989) кар'єра Елфрі Вудард на великому екрані почала йти вгору. В 1991 році вона разом з Денні Ґловером знялась у фільмі «Великий каньйон», який виграв премію Берлінського міжнародного кінофестивалю, а також був успішним в прокаті. ЇЇ найбільший успіх у кіножурналістів здобула роль медсестри з особистими таємницями, яка стає доглядальницею колишньої зірки, а зараз особи з інвалідністю, в кінофільмі 1992 року «Риба пристрасті». Один з критиків написав, що перевтілення акторки було «незабутнім, спокійним та разом з тим хтивим». За свою роль вона виграла «Незалежний дух» та отримала свою першу в кар'єрі номінацію на «Золотий глобус», а також була однією з претенденток на «Оскар». Далі вона знімалась у фільмах «Серце і душі» (1993), «Бофа!» (1993), «Азартна гра», «Лоскутное одеяло» (1995), «Зоряний шлях: Перший контакт» (1996), «Первісний страх» (1996) та інших. В 1994 році Елфрі Вудард зіграла головну роль дружини джазового музиканта в напів-автобіографічному кінофільмі Спайка Лі «Круклін», який був добре прийнятий критиками, але не отримва успіху в прокаті. Тоді ж вона повернулась на телебачення і отримала ще дві номінації на «Еммі» за ролі в телефільмах «Уроки фортепіано» (1995) та «Пригоди Гуллівера» (1996). В 1994 році вона була названа однією з найпривабливіших людей за версією журналу People.
В 1997 році Елфрі Вудард зіграла одну зі своїх найяскравіших ролей на екрані — медсестри Юніс Еверс, яка працює з жертвами досліджень сифілісу Таскігі в фільмі HBO «Діти Місс Еверс». За виконання ролі Вудард виграла ряд нагород, в тому числі «Еммі», «Золотий глобус», «Спутник» та премію Гільдії кіноакторів США. Наступного року отримала похвалу критиків за роль страждаючої від наркозалежності та аутизму матері-одиначки в фільмі «Повернення до витоків». За цю ролі вона ще отримала одну номінацію на «Незалежний дух» та декілька нагород від спільноти критиків. Наступна номінація на «Золотий глобус» була за роль наркоманки у фільмі «Свято серця». Далі акторка стабільно з'являлась у різних фільмах.
В 2003 році — виграла свою четверту «Еммі» за роль у серіалі «Практика».
В 2005 році — отримала роль Бетті Епплваєт в серіалі каналу ABC «Відчайдушні домогосподарки». Участь в серіалі викликала хвилю уваги до акторки в пресі, оскільки вона фактично стала першою темношкірою акторкою з провідною роллю на національному телебаченні за останні роки. Критики дали свої схвальні відгуки за цю роль. Крім того, акторка отримала номінацію на «Еммі» за найкращу жіночу роль другого плану в комедійному серіалі, а також відмічена премією Гільдії кіноакторів США за найкращий акторський склад в комедійному серіалі.
Вудард номінувалась на «Еммі» за свої ролі в телефільмах «Далека вода» (2006) та «Картинки Холліс Вудс» (2007). В 2008 році вона зіграла головну роль в кінофільмі Тайлера Перрі «Сім'я мисливців», який був дуже успішним в прокаті. В 2010 році Вудард номінувалась на премію «Греммі» в категорії за найкращий мовний альбом за Nelson Mandela's Favorite African Folktales. В 2010-х рр. — була запрошеною зіркою в шоу HBO «Реальна кров», де зіграла психічно хвору мати торговця наркотиками та гея-повії, за що отримала похвалу від критики та сімнадцяту за рахунком номінацію на «Еммі».
В 2012 році Елфрі знялась в телефільмі «Сталеві магнолії», римейку однойменного фільму 1989 року. В проекті вона зіграла Уізер, в оригінальному фільмі виконану Ширлі Маклейн, за що черговий раз отримала похвалу за свою універсальну гру. Вона в черговий раз номінувалась на «Еммі» та премію Гільдії кіноакторів США.
Таким чином, акторка має абсолютний рекорд премії за кількістю номінацій за різні ролі. В загальному вона виграла та номінувалась на «Еммі» в шести з восьми жіночих категоріях, що робить її найвідміченішою акторкою за різні образи в історії нагороди.

## Особисте життя
Вудард є членкинею Демократичної партії США та бере активну участь в їх діяльності. У лютому 2008 року вона брала участь в передвиборчій агітації за Барака Обаму в штаті Огайо. В листопаді 2012 року — знову агітувала за Обаму в Лонгмонті, штат Колорадо, в рамках передвиборчої компанії.
Елфрі Вудард мешкає в Санта-Моніці з чоловіком Родеріком Спенсером, з яким одркужилася в 1983 році. Подружжя виховує двох дітей.